# 爆骨少女ギリギリぷりん
『爆骨少女ギリギリぷりん』（ばっこつしょうじょギリギリぷりん）は、柴山薫による日本の漫画作品。『月刊少年ジャンプ』（集英社）にて1996年3月号から『月刊少年ジャンプ極上』2000年春号まで連載された（一部は『月刊少年ジャンプオリジナル』に掲載）。コミックスはジャンプ・コミックスから、全7巻。
各話の話数は「〇th.HOLD」と表されている。

## あらすじ
プロレスラーに憧れる白鳥萌留は、メディア業界に多数の卒業生を輩出しているスター養成高校「マルチメディア学園」のプロレス養成コースに志願した。しかしその可愛い容姿から芸能コースに入学させられる事になる。そこでは現校長の下で教師たちによるセクハラが横行していた。萌留はプロレス衣装に着替え、「ホワイティスワン」を名乗って教師に関節技（サブミッション）をかけて成敗するが、その様子を見たクラスメイトの真田武太に「ギリギリぷりん」と名付けられた事で、ギリギリぷりんとして学園に名前が通ってしまう。教師がセクハラするたびに鳥の羽と共に登場して教師を成敗するギリギリぷりんに、現校長は次々に刺客を投入していく。

## 登場人物

### 芸能コース
白鳥 萌留（しらとり もえる）
プロレスラーに憧れる少女。「マルチメディア学園」のプロレス養成コースに志願したが、優れた容姿から校長によって芸能コースに編入させられる。容姿端麗でスタイル抜群、胸も大きい。身長163cm、スリーサイズはB83・W57・H86、体重46kg、血液型はB型。非常に身体能力が高く、プロレスラー以上の強さで、大男には力負けする事が多いが、怒りが極限に達して強烈な力を発揮する事もある。スポーツ筋肉の世界的権威に「芸術的」な筋肉であると評されている。
教師によるセクハラがあると、正体がばれないようにカツラなどを着用して、複数の白い鳥の羽が舞うのと同時に「純白のサブミッションエンジェル ホワイティスワン」と名乗って参上し、関節技をかけるなどして倒していく。しかしその際はたいてい服が破かれるなど、いやらしい姿にさせられてしまう。関節技をかける際に豊満な胸に相手の腕を押し付けたりするため、技をかけた相手が喜んでしまいがち。また、その様子から「ギリギリぷりん」と名付けられてしまう。
武太の事がだんだん気になる様になり、徐々に距離が近づいていく。
真田 武太（さなだ むた）
萌留のクラスメイトの少年。プロレスコースにいたが、下心から芸能コースに編入した。萌留に惚れ、距離を徐々に近づけていく。プロレスコースにいてタイトル保持者でもあったため相応の格闘の実力があり、時にギリギリぷりんと共に敵を倒す。萌留が技をかけた痴漢が「ギリギリ」「ぷりん」と話したのを聞いたことや、萌留が教師に技をかけている様子を見た生徒が「ギリギリいってる」「おっぱいのぷりんとしたところは気持ちよさそー」と言っているのを聞いた事で、ホワイティスワンに「ギリギリぷりん」と名付け、以後その名前が学園に定着してしまう。
姫川 愛子（ひめかわ あこ）
萌留と同じ芸能コースに所属し、アイドルを志望している。メガネを着用し、内気で、バストはAカップ。萌留と相部屋で、寝ぼけた萌留にプロレス技をかけられてしまうこともある。
上水流 千穂（かみずる ちほ）
萌留と同じ芸能コースに転入してきた少女。グラビアモデルもしている美人。ショートカットで身体能力が高く、活動的で、軽々しく男性とキスするなどかなり開放的な面もある。

### 教師など
校長
マルチメディア学園の校長。下心が強く、学園を私物化してセクハラを主導しているため、教頭に学園の行く末を心配されている。常に何かの被り物を被っているため素顔が分からない。セクハラに尽力しつつ、セクハラを邪魔するギリギリぷりんの排除にも努めているが、ことごとく失敗している。あくまでもスケベなだけで根は悪人では無く、生徒や学園が危機に陥った際はギリギリぷりんと何度か共闘するエピソードもある。離婚歴あり。
バディ・内諏（バディ・ないす）
武術が達者な日系アメリカ人。スタイル抜群の美人で、萌留を超える巨乳の持ち主。27歳。音楽の教師として着任し、校長の策でギリギリぷりんと戦う事になるが、ギリギリぷりんの味方となる。水泳が得意。

### プロレス養成コース
景浦 美輝（かげうら みき）
プロレスコースの少女。以前は太っていたが、人間離れした特訓を続けて体重を絞り、男子と練習するほどに実力をつけた。学園が芸能コースに注力しプロレスコースを見放しつつあったところ、その原因はギリギリぷりんにあると考えてギリギリぷりんを敵視する。

## 書誌情報
- 柴山薫『爆骨少女ギリギリぷりん』集英社〈ジャンプ・コミックス〉、全7巻
  1. 1996年8月2日発売[10]、ISBN 4-08-872111-X
  2. 1996年12月2日発売[11]、ISBN 4-08-872112-8
  3. 1997年4月4日発売[12]、ISBN 4-08-872113-6
  4. 1997年8月4日発売[13]、ISBN 4-08-872114-4
  5. 1998年2月4日発売[14]、ISBN 4-08-872523-9
  6. 1999年2月4日発売[15]、ISBN 4-08-872677-4
  7. 2000年7月4日発売[16]、ISBN 4-08-872891-2